# Коженёвский, Юзеф (писатель)
Юзеф Коженёвский или Осип Викентьевич Коженёвский (пол. Józef Korzeniowski, 19 марта 1797, Броды (ныне Львовской области Украины) — 17 сентября 1863, Дрезден) — польский прозаик, драматург, поэт, педагог. Известный представитель литературного романтизма и стиля бидермейер. Отец доктора медицины И. О. Корженёвского.

## Биография
В 1808—1819 гг. обучался в Збараже, Черновцах и Кременецком лицее. Несколько лет проживал в Варшаве, работая педагогом. В 1820 году Коженёвский устроился библиотекарем у Замойских и начал сотрудничество с известными варшавскими периодическими изданиями. В это же время он сблизился с театральной средой Варшавы и увлёкся драматургией. В 1823 г. вернулся в Кременец, где преподавал польскую филологию и литературу в Лицее.
С 1829 г. — член варшавского Общества друзей Науки. После закрытия лицея в связи с событиями 1830—1831 годов, в 1833—1838 гг. работал преподавателем классической филологии в Киевском университете. В 1838—1846 гг. — директор гимназии в Харькове. В 1846 г. Коженёвский вновь вернулся в Варшаву, где служил директором губернской гимназии, с 1848 г. — инспектором, а также членом Воспитательского Совета. Был избран в члены-корреспонденты Научного Общества в Кракове. Позже трудился в Комиссии вероисповеданий и просвещения, принимал участие в реформе системы образования и создании Главной Школы.
В 1863 г. тяжело заболев, Ю. Коженёвский выехал на лечение в Дрезден, где и умер. Похоронен на Повонзковом кладбище.

## Творчество
В творческом наследии Ю. Коженёвского — десятки пьес, поэтических произведений, рассказов и повестей. В Польше неоднократно переиздавались его собрания сочинений.
В 1843 г. была опубликована первая повесть Ю. Коженёвского.
Среди многочисленных прозаических произведений автора наиболее известны:
- «Карпатские верховинцы» (1843) — новаторское произведение, учитывая его форму и освещение народной тематики,
- «Евреи» (комедия, 1843),
- «Спекулянт» (социально-бытовая повесть, 1845) — выдающееся произведение в области польской прозы,
- «Колокация» (1847), известное произведение, занявшее лидирующее место в польской литературе,
- «Горбатый» (1853),
- «Родня» (т. 1-4, 1857),
- «Новые путешествия оригинала» (том 1-2, 1851) и др.

## Избранная поэзия
- «Drzewko złamane» (1821)
- «Ostatnia praca» (1821)
- «Światełko» (1821)
- «Tren Omnii w dolinie Beder» (1821)
- «Chwała poety» (1821)

## Избранные пьесы
- «Pośredniczka» (1846)
- «Autorka» (1849)
- «Majster i czeladnik» (1851)
- «Dwaj mężowie» (1851)
- «Qui pro quo» (1851)
- «Sąd przysięgłych albo Pozory» (1853)
- «Gentile Bellini» (1856)
- «Cyganie» (1857)
- «Majątek albo imię» (1859)
- «Beata» (1860)
- «Śpiący Kupidyn» (1861)